# ПФК Левски (София) през сезон 2006/07
Тази статия описва представянето на футболния отбор на ПФК Левски (София) през сезон 2006/2007 година. В нея е включена информация за всички мачове, изиграни от отбора, за неговото ръководство и играчи, както и за промените, настъпили в отбора по време на кампанията.

## Клубът

### Треньорски щаб
| Старши треньор       | Станимир Стоилов           |
| Помощник-треньори    | Цанко Цветанов, Емил Велев |
| Треньор на вратарите | Валентин Захариев          |
| Кондиционен треньор  | Ясен Екимов                |
| Психолог             | доц. Татяна Янчева         |
| Доктор               | Жан Филипов                |
| Скаут                | Саид Ибрахимов             |

### Екипировка
| \| Домакин \| Гост \| | Екипировка      |
| \| Домакин \| Гост \| | Uhlsport        |
| \| Домакин \| Гост \| | Основен спонсор |
| \| Домакин \| Гост \| | M-Tel           |
| \| Домакин \| Гост \| | Втори спонсор   |
| \| Домакин \| Гост \| | Ceresit         |
| Домакин               | Гост            |

### Ръководство
- Президент: Тодор Батков
- Изпълнителен директор по финансовите въпроси: Константин Баждеков
- Изпълнителен директор по спортно-техническите въпроси: Наско Сираков
- Директор на ДЮШ: Руси Гочев

| Надзорен съвет    | Тодор Батков (председател)  |
| Надзорен съвет    | Христо Друмев               |
| Надзорен съвет    | Александър Ангелов          |
| Управителен съвет | Георги Марков (председател) |
| Управителен съвет | Еманоил Николов             |
| Управителен съвет | Константин Баждеков         |
| Управителен съвет | Наско Сираков               |
| Управителен съвет | Кирил Ивков                 |